# Herberg Heidelberg

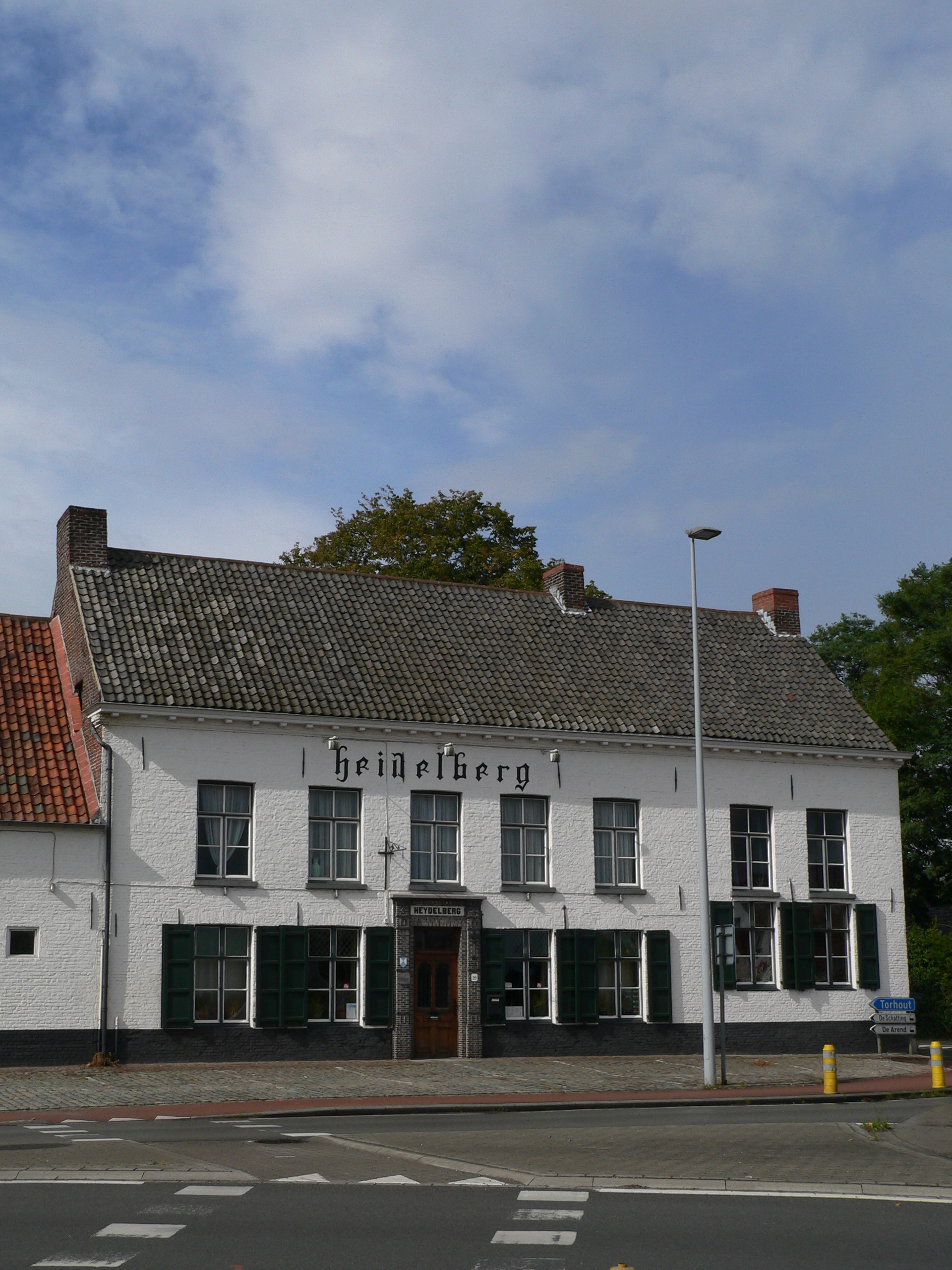
Herberg Heidelberg

De Herberg Heidelberg is een voormalig tolhuis aan de Torhoutsesteenweg 26, gelegen in de tot de West-Vlaamse gemeente Zedelgem behorende plaats Loppem.

## Geschiedenis
Het was de Oostenrijkse keurvorst Karel Theodoor van Beieren die het initiatief nam tot de aanleg van de weg van Brugge over Torhout en Roeselare naar Menen, waartoe hij in 1751 toestemming kreeg. De naam 'Heidelberg' verwijst naar de plaats Heidelberg waar hij studeerde.
Het tolhuis kwam gereed in 1763. Er was een slagboom en het huis deed tevens dienst als herberg en afspanning. Het Oostenrijks bezit werd door de Napoleontische regering in 1805 verbeurd verklaard en openbaar verkocht aan een particulier. In 1866 werd de tolheffing afgeschaft. Wel kwam er nu een houthandel met houtzagerij bij het pand. In 1950 werd het bedrijf van de houtzagerij beëindigd, maar de herberg bestaat nog steeds.

## Gebouw
Het gebouw en het interieur zijn nog grotendeels in de originele staat. Naast de eigenlijke herberg is er ook een koetshuis.